# ゆうゆう東海

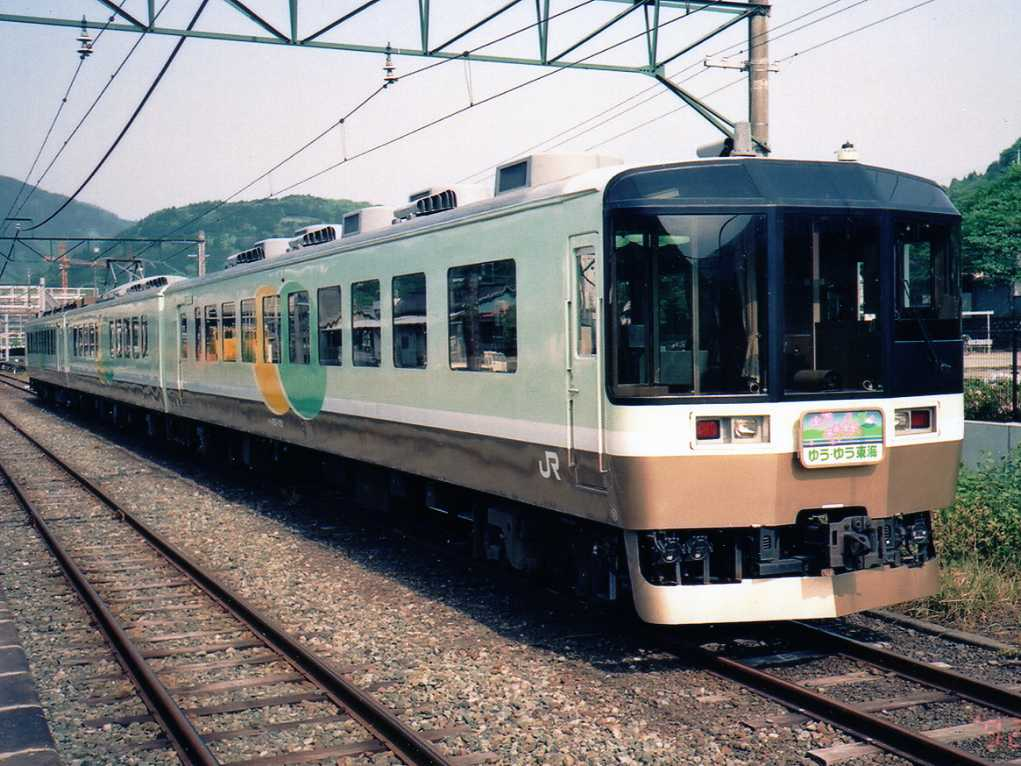
ゆうゆう東海

ゆうゆう東海（ゆうゆうとうかい）は、東海旅客鉄道（JR東海）が1989年から1999年まで保有していた鉄道車両（電車）で、ジョイフルトレインと呼ばれる車両の一種である。

## 車両
全車両とも165系電車より改造された。身延線等の小断面トンネルに対応すべくモハ車は低屋根構造とされた。施工は名古屋工場が担当したが、電動車ユニットは日本車輌製造豊川製作所に委託された。
| ゆうゆう東海           | ← 名古屋東京 →              | ← 名古屋東京 →              | ← 名古屋東京 →                  |
| 車両番号 （ ）は旧番号 | クハ165-701 （クハ165-204） | モハ164-701 （モハ165-862） | クモハ165-701 （クモハ165-139） |

### 車内設備
客室設備はハイデッキ構造で2人掛のシートピッチ1mのバケット型回転式リクライニングシートを各車両に48席設置。各車には冷蔵庫や40インチのビデオプロジェクターまたは34インチ大型テレビを設け運転台からの前面展望やステージイベントの中継映像の放映を可能とした。
1・3号車の運転台背後の客室先頭部には前面展望可能なラウンジスペースを設け、これに合わせ運転台の前面ガラスを拡大した。
2号車には中央部にはビデオカメラやレーザーディスクカラオケを備えたイベントステージが完備され、鉄道車両では初めて床そのものが低音スピーカーとなるボディソニックシステムを採用している。また、テレホンカード式公衆電話も設けられた。

### エクステリア
先頭部を大形前面窓の非貫通スタイルに変更した。塗装は、ライトグリーンとゴールドのツートンに静岡県の名産であるみかんと茶をイメージしたオレンジ色と緑の楕円形を配した。これらを合わせ「ふれあい」「和」「仲間」や静岡地区のイメージなどを表現するものとした。

## 運用
愛称名は一般公募で「ゆうゆう東海」と命名され、1989年7月28日に落成。静岡運転所（現・静岡車両区）に配置された。名称は「遊」「悠」「友」「裕」「YOU」に通じて語呂が良い・親しみやすい等の理由から採用された。
8月3日に清水 - 飯田間の快速列車「ゆうゆう東海森林浴列車」で営業運転を開始した。以降、団体専用列車のみならず静岡地区を中心とした「ゆうゆう〜」で始まる多客臨時列車としても運用された。なお、当初は編成名は「ゆう・ゆう東海」と「・」入りで表記され、時刻表に掲載される列車名も同様に「ゆう・ゆう東海〜」となっていた。団体列車では四国旅客鉄道（JR四国）にも乗り入れたことがある。
このほかに「花の木金号」・身延線急行「富士川」代走・371系検査時の「ホームライナー」にも充当された。
末期には、団体臨時列車より「ホームライナー」で運用されることも多かったが、長距離の運用により車体や床下機器の老朽化や団体需要の減少により、1999年11月11日に運転された急行「静岡葵博号」をもって営業運転を終了。所属基地の静岡運転所で備品などの撤去後、浜松工場へ回送され同年11月15日付けで廃車された。